# 集合の被覆
数学において被覆（ひふく、cover）とは、ある集合がその集合の部分集合の族で覆われるとき、その部分集合の族のことをいう。

## 定義
集合 S に対し、I を添字集合とする S の部分集合族 {Ui}i∈I が
{\displaystyle S=\bigcup _{i\in I}U_{i}}
を満たすとき、集合族 {Ui}i∈I を集合 S の被覆と呼ぶ。
S を部分集合にもつ集合 X が与えられているとき、被覆の概念を次のように少し拡張したものもよく用いられる。
集合 X と X の部分集合 S に対し、
{\displaystyle S\subseteq \bigcup _{i\in I}U_{i}}
を満たす X の部分集合族 {Ui}i∈I を X の部分集合 S の（X における）被覆と呼ぶ。
もし X が S に一致すれば、これは最初の意味での被覆である。

## 被覆の例
以下 {\displaystyle \mathbb {N} } は正の整数全体の集合、{\displaystyle \mathbb {R} } は実数全体の集合とする。
{\displaystyle (0,1)=\bigcup _{n=3}^{\infty }\left[{1 \over n},1-{1 \over n}\right].}
よって、集合族 {\displaystyle \{[1/n,1-1/n]\}_{n\in \mathbb {N} \setminus \{1,2\}}} は開区間 (0, 1) の被覆である。
{\displaystyle [0,1)\subset \bigcup _{n=1}^{\infty }\left(-{1 \over n},1-{1 \over n}\right).}
よって、集合族 {\displaystyle \{(-1/n,1-1/n)\}_{n\in \mathbb {N} }} は半開区間 [0, 1) の {\displaystyle \mathbb {R} } における被覆である。

## 被覆に関するいくつかの定義

### 被覆の性質に関する定義
集合 S とその被覆 U = {Ui | i ∈ I} に対して
- 添字集合 I が有限集合である場合、有限被覆 (finite cover) という。

以下では S を位相空間とする。
- 被覆 {Ui}i ∈ I  において Ui が全て開集合である場合、その被覆を開被覆 (open cover) という。
- 任意の x ∈ S に対して V ∩ Ui が空ではないような i が有限個になるような x の近傍 V が存在するならば、この被覆は局所有限 (locally finite) であるという。

### 被覆同士の関係についての定義
集合 S と その被覆 U = {Ui | i ∈ I} 、被覆 V =  {Vj | j ∈ J} があるとする。以下で開被覆を考えているときは、 S は位相空間であるとする。
- 以下の条件を満たすとき、{Vj | j ∈ J} を {Ui | i ∈ I} の部分被覆 (subcover) という。
{\displaystyle \forall j\in J,\exists k\in I\quad {\text{s.t.}}\;V_{j}=U_{k}}
  - 開集合からなる部分被覆を部分開被覆、有限被覆となる部分被覆を有限部分被覆という。同様に開被覆からなる有限部分被覆は有限部分開被覆という。
- 以下の条件を満たすとき、{Vj | j ∈ J} を {Ui | i ∈ I} の細分 (refinement) という。
{\displaystyle \forall j\in J,\exists k\in I\quad {\text{s.t.}}\;V_{j}\subseteq U_{k}}
  - 有限被覆となる細分を有限細分という。開被覆の細分を考えるときには暗黙に開集合からなる細分であることを仮定している場合が多い。